# Tuomo Ylipulli
Tuomo Sakari Ylipulli (Rovaniemi, 3 marzo 1965 – 23 luglio 2021) è stato un saltatore con gli sci finlandese, vincitore di varie medaglie olimpiche e iridate.
Era fratello del combinatista nordico Jukka e del saltatore con gli sci Raimo, a loro volta sciatori nordici di alto livello.

## Biografia
In Coppa del Mondo esordì il 30 dicembre 1982 a Oberstdorf (14°), ottenne il primo podio il 19 febbraio 1983 a Vikersund (3°) e l'unica vittoria il 6 gennaio 1987 a Bischofshofen.
In carriera prese parte a un'edizione dei Giochi olimpici invernali, Calgary 1988 (1° nella gara a squadre), a due dei Campionati mondiali, vincendo due medaglie, e a una dei Mondiali di volo, Tauplitz 1986 (5° nell'individuale).

## Palmarès

### Olimpiadi
- 1 medaglia:
  - 1 oro (gara a squadre a Calgary 1988)

### Mondiali
- 2 medaglie:
  - 2 ori (gara a squadre a Seefeld in Tirol 1985; gara a squadre a Oberstdorf 1987)

### Mondiali juniores
- 1 medaglia:
  - 1 bronzo (K70 a Kuopio 1983)

### Coppa del Mondo
- Miglior piazzamento in classifica generale: 15º nel 1987
- 5 podi (tutti individuali):
  - 1 vittoria
  - 1 secondo posto
  - 3 terzi posti

#### Coppa del Mondo - vittorie
| Data           | Località      | Nazione | Trampolino              |
| -------------- | ------------- | ------- | ----------------------- |
| 6 gennaio 1987 | Bischofshofen | Austria | Paul Ausserleitner K111 |

#### Torneo dei quattro trampolini
- 1 podio di tappa[4]:
  - 1 vittoria